# 阿林娜·苏尔科娃
阿林娜·亚历山德罗夫娜·苏尔科娃（俄语：Арина Александровна Суркова，1998年7月17日—），俄罗斯女子游泳运动员，2018年世界短池游泳锦标赛混合4×50米自由泳接力和混合4×50米混合泳接力铜牌得主、2021年世界短池游泳锦标赛混合4×50米自由泳接力铜牌得主、2024年世界短池游泳锦标赛混合4×50米混合泳接力和混合4×100米混合泳接力金牌得主。